# 中野泰佑
中野 泰佑（なかの たいすけ、12月26日 - ）は、日本の男性声優。東京都出身。東京俳優生活協同組合所属。

## 来歴
2009年、日本ナレーション演技研究所に入所。大学生時代はアナウンスと朗読の勉強も並行して行っていた。2014年、映像テクノアカデミア卒業。2015年に東京俳優生活協同組合所属。

## 人物
声種はハイバリトン。
趣味は音楽鑑賞、演奏、読書、ゲーム、卓球。特技はトロンボーン演奏、競技スキー（回転、大回転）。免許は普通自動車免許。

## 出演

### テレビアニメ
2015年
- ルパン三世 PART IV（兵士B）

2016年
- うたの☆プリンスさまっ♪ マジLOVEレジェンドスター（助監督）

2017年
- 名探偵コナン（2017年 - 2020年、ボーイ、鑑識員、男性、刑事）

2018年
- 銀魂.（解放軍兵士）
- ルパン三世 PART5（キング、万屋十完、マフィア）
- カードファイト!! ヴァンガード（リザードソルジャー・ラオビア）

2019年
- どろろ（手下A）
- パズドラ（2019年 - 2024年、客B、ハイウェイダディ）
- 慎重勇者〜この勇者が俺TUEEEくせに慎重すぎる〜（町人）
- けだまのゴンじろー（魔術田先生）
- GRANBLUE FANTASY The Animation Season 2（帝国兵C）
- 食戟のソーマ 神ノ皿（もも父）

2020年
- ソマリと森の神様（街の住人、村の老人）
- 推しが武道館いってくれたら死ぬ（下谷）
- あひるの空（西条中バスケ部）
- 遊☆戯☆王SEVENS（ゴーハ社幹部）
- とある科学の超電磁砲T（警備）
- トミカ絆合体 アースグランナー（2020年 - 2021年、ナレーション、地球）
- 白猫プロジェクト ZERO CHRONICLE（グローザ手下B、バカセ）
- 文豪とアルケミスト 〜審判ノ歯車〜（蛤）
- 八男って、それはないでしょう!（ルックナー会計監査長）
- ミュークルドリーミー（教頭先生、バッチリおじさん）
- キングスレイド 意志を継ぐものたち（2020年 - 2021年、メノス）
- ご注文はうさぎですか? BLOOM（ウサギ警部）
- アクダマドライブ（カンサイ会議最高幹部、男）
- ゴールデンカムイ（長谷川幸一）
- 炎炎ノ消防隊 弐ノ章（環の父）
- ひぐらしのなく頃に業（2020年 - 2021年、役員） - 2シリーズ

2021年
- EX-ARM エクスアーム（入谷）
- Vivy -Fluorite Eye's Song-（トァク隊員）
- 戦闘員、派遣します!（隊長A）
- 現実主義勇者の王国再建記（2021年 - 2022年、セバスチャン・シルバディア） - 2シリーズ
- NIGHT HEAD 2041（スティンガーのマスター）
- EDENS ZERO（2021年 - 2023年、セス） - 2シリーズ
- 無職転生 〜異世界行ったら本気だす〜（密輸団員B）
- 王様ランキング（2021年 - 2023年、審査員） - 2シリーズ
- SCARLET NEXUS（室長）

2022年
- SPY×FAMILY（2022年 - 2023年、ボンドマン、バボル） - 3シリーズ
- 社畜さんは幼女幽霊に癒されたい。（他の組員の男）
- デリシャスパーティ♡プリキュア（2022年 - 2023年、芙羽しょうせい）
- ドラえもん（テレビ朝日版第2期）（2022年 - 2025年、犬、ドワーフ）
- 惑星のさみだれ（夕日の父）

2023年
- 勇者が死んだ!（ディエゴ・バレンタイン、上級悪魔）
- ゾン100〜ゾンビになるまでにしたい100のこと〜（クライアント）
- 呪術廻戦 懐玉・玉折/渋谷事変（信者）
- 冒険大陸 アニアキングダム（モーサ）
- 盾の勇者の成り上がり Season3（村長）
- 川越ボーイズ・シング（出前）

2024年
- 勇気爆発バーンブレイバーン（整備班長、護衛艦まや航海長、ATF隊員B、米駆逐艦艦長、教官 他）
- 最強タンクの迷宮攻略〜体力9999のレアスキル持ちタンク、勇者パーティーを追放される〜（ブー）
- HIGHSPEED Étoile（スタッフ1、司会）
- 烏は主を選ばない（壺振り）
- アイドルマスター シャイニーカラーズ（ディレクター）
- 怪獣8号（戸成）
- ニンジャラ（2024年-2025年、鎧妖怪）
- シャドウバースF（ウルフラムの執事）
- 先輩はおとこのこ（先生）
- クレヨンしんちゃん（TVナレーター、サラリーマン）
- らんま1/2 (2024)（酪農家）
- 君は冥土様。（現国教師）
- ぷにるはかわいいスライム（寿司職人）

2025年
- 俺だけレベルアップな件 Season 2 -Arise from the Shadow-（マイケル・コナー）
- 魔神創造伝ワタル（チュー人丸、ブロッキンB、玄武、店員B、八百万の神A 他）
- メダリスト（コーチ）
- チ。-地球の運動について-（ボルコ）
- Unnamed Memory Act.2（ガスパロ）
- キン肉マン 完璧超人始祖編（モブ超人）
- ユア・フォルマ（ブラウン）
- アラフォー男の異世界通販（マヨネーズの男）
- 俺は星間国家の悪徳領主!（客B、オペレーター、海賊）
- LAZARUS ラザロ（FDA長官）
- 謎解きはディナーのあとで（野崎伸一）
- 神統記（テオゴニア）（ナーダ）
- ＃コンパス2.0 戦闘摂理解析システム（アバターたち）
- まったく最近の探偵ときたら（インテリ、一条マサミ、報道アナウンサー、警官、マッキノン）

### 劇場アニメ
- PSYCHO-PASS サイコパス 3 FIRST INSPECTOR（2020年、米谷芯）
- 鹿の王 ユナと約束の旅（2022年）
- 劇場版シティーハンター 天使の涙（2023年、ゾルディック社警備員）
- アリスとテレスのまぼろし工場（2023年、世話人）
- 親鸞 人生の目的 （2025年）
- 劇場版モノノ怪 火鼠 （2025年、スズの父）

### OVA
- 暁のヨナ（2016年、敵兵、村人）
- ウマ娘 プリティーダービー（2018年、記者）
- ストライク・ザ・ブラッド IV（2021年、将軍）
- 新テニスの王子様 氷帝vs立海 Game of Future（2021年、部員）

### Webアニメ
2019年
- 無限の住人-IMMORTAL-（司戸菱安）
- ガンダムビルドダイバーズRe:RISE（長老）
- ゼノンザード THE ANIMATION（2019年 - 2020年、Dario、executive）

2020年
- 火の鳥“道後温泉編”（赤シャツ、大工）
- 攻殻機動隊 SAC_2045（レイディストリーダー、米国大使館職員、英語教師）

2021年
- 極主夫道（2021年 - 2023年、金物屋、ヤクザA ※「中野康佑」と誤表記、川上）
- 終末のワルキューレ（2021年 - 2023年、フギン、神）
- スター・ウォーズ: ビジョンズ のらうさロップと緋桜お蝶（帝国将校〈カイル・マカリー〉）
- 暗界神使（外国人ナレーション、リョウCFO、村人C）

2022年
- Shenmue the Animation（先生、世良武蔵、サム、李少奇、ヤン 他）
- LUPIN ZERO（ヤクザA）

2023年
- MAKE MY DAY（パイロット、囚人、オフィサー）
- 爆丸エボリューションズ（ドーマン）
- BASTARD!! -暗黒の破壊神-（イダ・ディースナ）
- ULTRAMAN（ザラヴィー三男）
- フリクリ グランジ（ロッキアン）
- ぼくのデーモン（ニュースの声）

2024年
- 冒険大陸 アニアキングダム 伝説のガーディアン編（モーサ）

### ゲーム
2018年
- AGARTHA 不完全英雄戦記（ムサシ）

2019年
- 荒野のコトブキ飛行隊 大空のテイクオフガールズ!（爺や 他）
- ナナカゲ 〜7つの王国と月影の傭兵団〜（アスターナ）
- ブラウンダスト（ダビッドソン）

2020年
- 龍が如く7 光と闇の行方
- コード:ドラゴンブラッド（マンシュタイン、宮本志雄）
- マーベルアイアンマン VR（アイアンマン / トニー・スターク〈一部代役〉）
- Ghost of Tsushima（薬師、刀鍛冶、保政 他）
- ステラクロニクル（マンジョン、八荒海）
- 原神
- キングダムオブヒーローズ（エリゴス）
- Marvel's Spider-Man:Miles Morales（アンダーグラウンド男性 他）

2021年
- モンスターハンター ライダーズ（グラーフ）
- レゴ スター・ウォーズ: スカイウォーカー・サーガ
- 新すばらしきこのせかい（クボウ）
- タイムディフェンダーズ（ミダース）
- さくらの雲＊スカアレットの恋（加藤大尉）

2022年
- 新信長の野望（今川義元、宇佐美定満、加藤段蔵、吉川元春、佐々成政、鈴木佐大夫、武田信繁、南部晴政、毛利元就）
- クァンタムマキ（ルドルフ）
- ヴァルキリーエリュシオン
- SympathyKiss（吉岡黄太郎）
- 機動戦士ガンダム 鉄血のオルフェンズG（キンバル）

2023年
- Wo Long: Fallen Dynasty（韓当）
- ブラウンダスト2（2023年 - 2025年、ジェイデン、アルミン公、使徒ノックス）
- クライマキナ/CRYMACHINA（人類意思）
- 信長の野望 出陣（2023年-2025年、酒井忠次、島津義弘、百地三太夫）
- グランブルーファンタジー（レヴィード）

2024年
- ファイナルファンタジーVII リバース（ブラザー・ガス）
- 星になれ ヴェーダの騎士たち（フィナール・ヨハネス）
- 百英雄伝（ヒューム、ヒュースバイン）

2025年
- 機動戦士ガンダム U.C. ENGAGE（ダニー）

### ドラマCD
- ドラマチック謎解きゲームCD 真・女神転生 明ケナイ夜カラノ脱出 （2015年、拘束された男）
- THE IDOLM@STER SideM NEW STAGE EPISODE 14 彩（2021年、宮尾一太郎社長）
- 薬屋のひとりごと （2021年、孔雀館楼主）

### BLCD
- アホエロ（2017年、高校生、中学生、教師）
- ただいま、おかえり（2020年、アナウンサー男性）

### 吹き替え

#### 映画
- アドベンチャー・オブ・アラジン（ザミール〈モンロー・ロバートソン〉）
- ANNA/アナ（オレグ〈アンドリュー・ハワード〉）
- ANON アノン（ジョセフ・ケニック〈イド・ゴールドバーグ（英語版）〉）
- アメリカン・アサシン
- アンダーラップ ミイラのトモダチ
- アンロック/陰謀のコード（ペイン〈ラファエロ・デグルトーラ〉[17]）
- 偽りの隣人 ある諜報員の告白
- イントゥ・ザ・スカイ 気球で未来を変えたふたり
- ウーマン・イン・ザ・ウィンドウ
- ウィキッド ふたりの魔女[18]
- エクスペンダブルズ ニューブラッド（ジャンボ・シュリンプ、タイ人バーテンダー）
- THE GUILTY/ギルティ（ミケル〈ヨハン・オルセン〉）
- 13日の金曜日 PART2（ラルフ〈ウォルト・ゴーニー〉）
- ギャング・オブ・アメリカ（若いころのマイヤー・ランスキー〈ジョン・マガロ〉）
- キングダム:アシンの物語
- クラック: コカインをめぐる腐敗と陰謀（リック）
- クリスマスに降る雪は
- グリーンランド -地球最後の2日間- （コリン〈アンドリュー・バチェラー〉他）
- クロスロード（スクラッチの助手〈ジョー・モートン〉）
- コスモボール/COSMO BALL
- 最速の栄光へ
- ザ・キングダム 伝説の騎士と魔法の王国（マーリン〈リチャード・ブレイク〉）
- サラウンデッド（アンディ〈アンドリュー・パガナ〉）
- 3分間の再開（スタッフ男1）
- シャザム!（怒り〈フレッド・タタシュア〉(声)）※ザ・シネマ版
- シャドウ・イン・クラウド（ブラッドリー・フィンチ〈ジョー・ウィロコフスキー〉）
- JOLT/ジョルト（ドラクロワ）
- JFK/新証言 知られざる陰謀
- スカイライン -奪還-（ハーパー〈カラン・マルヴェイ〉）
- 素晴らしき哉、人生!
- スペース・プレイヤーズ（会場アナ[19]）
- ダンプリン（司会男）
- ダンボ（男性客）
- チューリップ・フィーバー 肖像画に秘めた愛（ニコラス・スティーン〈ダグラス・ホッジ（英語版）〉、ヘリット〈ザック・ガリフィアナキス〉）
- トゥ・ヘル
- ナンシー・ドリューと秘密の階段
- パシフィック・リム: アップライジング
- バッド・ジーニアス 危険な天才たち
- バッドボーイズ フォー・ライフ（レイフ〈チャールズ・メルトン〉[20]）
- パーマー（ダリル〈ステファン・ルイス・グラッシュ〉）
- ハンターキラー 潜航せよ（ターナー〈シェーン・テイラー〉）
- ハント・フォー・ザ・ワイルダーピープル（ヒュー）
- ファインディング・ユー あなたに逢えてよかった
- 15ミニッツ・ウォー（ピエール・カズヌーヴ中尉〈セバスティアン・ララン〉）
- ビート -心を解き放て-
- フリーソロ（トミー・コールドウェル〈本人〉）
- ブルー・ダイヤモンド
- ブレイン・ゲーム （ソーヤー〈ホセ・パブロ・カンティージョ〉）
- プロジェクトV（オマル〈エヤド・ホーラーニ〉[21]）
- ベアトリクスの魔女デビュー（賢い魔法使い）
- ヘレディタリー/継承
- ホース・ソルジャー（ブラック）
- ポップスが最高に輝いた夜（ケン・ウー）
- ホリデーオンリー: とりあえずボッチ回避法?
- ホワイト・ボイス（ミスター・ブランク〈オマリ・ハードウィック〉）
- マクマホン・ファイル
- マザーレス・ブルックリン（ルー〈フィッシャー・スティーヴンス〉[22]）
- マッドバウンド 哀しき友情（クリーヴ）
- マーベル マスクに隠された真実（ダリル・DMC・マクダニエルズ）
- マリー・ミー
- ユダ&ブラック・メシア 裏切りの代償
- ユーロビジョン歌合戦 〜ファイア・サーガ物語〜
- リスペクト
- リハビリ・ボーイズ: 一歩ずつ前へ
- レジェンド・オブ・ドラゴン 鉄仮面と龍の秘宝（妖女のしもべ〈リー・ユー〉）
- レンフィールド（ミッチ〈デイブ・デイビス〉）
- ロマンティックじゃない?
- ワイルド・ブレイブ
- わが拳に復讐を
- 我らの罪を赦したまえ（兵士1）

#### ドラマ
- iゾンビ（英語版）（ボー・ジョーンズ、フィン・ヴィンシブル）
- I-Land 戦慄の島
- アソーカ #1
- アメリカン・クライム・ストーリー/ヴェルサーチ暗殺（ロニー・ホルストン〈マックス・グリーンフィールド〉）
- 暗黒と神秘の骨（ダブロフ〈アンディ・ブロサ〉）
- 凍てつく楽園〜罪を運ぶ海岸線〜（ヨッケ）
- 埋もれる殺意 ～30年目の贖罪～ #3（マーク）
- EXPO－爆発物処理班－（ロビンス〈カル・マカニンク〉）
- WALKER/ウォーカー #14
- エドワードへの手紙 #2
- NCIS:LA 〜極秘潜入捜査班 シーズン7- (ジョン・ロジャーズ〈ピーター・ジェイコブソン〉)
- NCIS: ニューオーリンズ シーズン2 #1、シーズン3 #21
- NCIS 〜ネイビー犯罪捜査班 シーズン11 #19（ウェンデル・ホッブス）、シーズン12 #9,#14,#22、シーズン13 #5,#8,#9,#11（ジェイク・マロイ〈ジェイミー・バンバー〉）
- エリザベス:女王への道
- オビ＝ワン・ケノービ
- カウンターパート/暗躍する分身 シーズン2 #7
- 彼女達が、キレた時 #7
- キリング・イヴ/Killing Eve（1979年のコンスタンティン〈ルイス・ボドゥニア・アンデルセン〉）
- KILLJOYS/銀河の賞金ハンター（カッター）
- クイズ 〜100万ポンドを夢見た男〜
- クイーン・メアリー 愛と欲望の王宮（マルテル・ド・ギーズ、マグヌス）
- クリミナル・マインド FBI行動分析課 シーズン13 #7（ライアン）
- クレイジーラブ（カン・ミン 他）
- 刑事モース〜オックスフォード事件簿〜 シーズン7（スタージス）
- 刑事ロク 最後の心理戦（ハン・ギヨン）
- コミンスキー・メソッド
- COLONY/コロニー（サイモン・エッカート）
- ザ・キャプチャー 歪められた真実（ルイ、リース・エドワーズ）
- The Sinner -隠された理由- シーズン4（ディーズ、ジョシュ）
- ザ・スタンド
- ザ・スパイ -エリ・コーエン-（マージ）
- サバイバー: 宿命の大統領（リオ・ブーン〈パウロ・コスタンゾ〉）
- THE LAWYER 〜復讐の天秤〜
- ザ・ルーキー 40歳の新米ポリス!? #1
- ジェイコブを守るため
- CITY ON A HILL/罪におぼれた街 シーズン3#7
- 64〈シックス・フォー〉〜陰謀のコード〜（ビル・マーティン〈ブライアン・マッカーディー〉）
- シャンタラム（マウリツィオ〈ルーク・パスカリーノ〉 他）
- 私立探偵マグナム (リブート版)（ケネス"シャミー"・シャンバーグ〈クリストファー・ソーントン〉）
- スイート・マグノリアス
- スターウォーズ キャシアン・アンドー
- スニーキー・ピート（コリン）
- S.W.A.T. シーズン1 #9（スティーヴ）
- 正港署 (シュー・シュイユエン〈タイ・ジーユェン〉)
- 絶叫パンクス レディパーツ!
- ダイナスティ(リメイク版) シーズン4（電話の男、ドーキンス）
- ダーク・マテリアルズ/黄金の羅針盤（マクフェイル神父〈ウィル・キーン〉）※U-NEXT版
- 陳情令 #33,#34
- デイジー・ジョーンズ・アンド・ザ・シックスがマジで最高だった頃
- TOP DOG-勝者の階段-（ダニエル〈ジョエル・スピラ〉）
- ハイ・デザート
- ハウス・オブ・ダビデ（アブネル〈オデッド・フェール〉）
- パージ シーズン2（トミー他）
- ヴァージンリバー シーズン5 #3
- Happy!（スムージー〈パトリック・フィッシュラー〉）
- パニッシャー シーズン2（デヴィッド）
- 犯罪分析官ハリファックス:歪んだ天罰 #8
- FARGO/ファーゴ:カンザスシティ #8
- ファントム・パピーズ #9
- フィール・グッド
- フェイク（マンスール）
- ブラックライトニング シーズン3 #2
- ブラック・ミラー: バンダースナッチ（コリン・リットマン〈ウィル・ポールター〉）
- BULL / ブル 法廷を操る男 シーズン1 #16、シーズン5 #9、シーズン6 #12
- BRAVE NEW WORLD/ブレイブ・ニュー・ワールド（局長〈エド・ストッパード〉[23]）
- ペリフェラル -接続された未来-
- 弁護士ビリー・マクブライド シーズン4（グリフィン・ペトック〈ジェフリー・エアンド〉）
- HOMELAND/ホームランド（パトリック、ジョン・ゼイベル〈ヒュー・ダンシー〉）
- BOSCH/ボッシュ（トレイ）シーズン5-
- マイ・レディ・ジェーン（ジョン・ダドリー〈ロブ・ブライドン〉）
- MANIFEST/マニフェスト シーズン1 #4,#7,#8
- Marvel デアデビル シーズン3 #9
- マーベル ランナウェイズ（エイウォール〈マイルズ・ブーロック〉）
- マンダロリアン シーズン2#15
- Mr.イグレシアス
- ミズ・マーベル #4,#6
- リトル・アメリカ（レハン）
- LUCIFER/ルシファー シーズン2 #9,#12
- ルーデン 〜歓楽街の王者〜
- 恋慕
- ローマ帝国 ユリウス・カエサル:ローマ支配
- 私の国（チョンガ〈キム・ソギョン〉 他）

#### テレビ番組
- ソーイング・ビー 3（リカルド、トム）
- フリンチ: 怯んだら負け!（ダン、マリク）
- プロジェクト・ランウェイ シーズン18（ジェフリー・マック）

#### アニメ
- アウルハウス（バンプ校長 他）
- インベーダー・ジム: フローパス計画
- 陰謀論のオシゴト（ロボタス / アルファベータ、バート、検査将軍 他）
- ウィザード: アルカディア物語
- 外見至上主義（デウン）
- 海中部隊シールチーム（シール）
- カンフー・パンダ: 龍の戦士たち（コスモドラゴン）
- キフ（マーティン・チャタリー 他）
- シザー・セブン
- ジャングル・ビート
- スター・ウォーズ: バッド・バッチ シーズン2 #15（帝国技師）
- ストレッチ・アームストロング&フレックス・ファイターズ シーズン1 #6、シーズン2 -（シルバー、デイブ、老紳士、ライヤ父、ナンバー28、老人男性 他）
- 小さな勇者ヒコ
- トランスフォーマー:ウォー・フォー・サイバトロン・トリロジー キングダム （ライノックス）
- トロールハンターズ: ライジング・タイタンズ（スクラエル）
- パパはバウンティ・ハンター
- パラダイス警察 シーズン4 #2
- ビッグシティ・グリーン（ニック）
- マーマデューク
- ミッチェル家とマシンの反乱（デボラボット5000）
- ヨウゼン（猿妖怪〈講談師〉[24]）
- LEGO スター・ウォーズ/恐怖のハロウィーン（レン）

#### その他
- 世界の最重要指名手配犯を追う
- Song Exploder -音楽を紡ぐ者- ダイ・ダラー・サイン「LA」
- BECOMING 目指す自分になるために #10（アンドリュー・ホーキンス）
- ボクらを作った映画たち シーズン2#3#4

### 特撮
- 仮面ライダーガッチャード（2024年、ハンドレッド上層部の声）
- ナンバーワン戦隊ゴジュウジャー（2025年、青春ノーワンの声[25]）

### ナレーション
- AbemaTV（スポットナレーション）
- 一徹フィルム
- 沿線クエスト ～夢の一攫千金電車旅～（2024年11月26日）
- 芸能人が本気で考えた!ドッキリGP（2021年7月27日・8月24日・11月30日・2022年7月9日）
- ゴタクを並べてワッハッハ（2023年8月28日）
- THEトレジャー（2020年12月19日）
- 続々～ゾクゾク～（2024年5月26日・6月2日・12月22日）
- トヨタで学んだ「紙1枚!」にまとめる技術
- プロレスリング・ノア2020（VTRナレーション）

### ボイスオーバー
- ズームバック×オチアイ（2021年、マルクス・ガブリエルの声）
- 地球ドラマチック（2024年、2月24日）
- 所さんのニッポンの出番!

### 舞台
- 王女メディア（2010年、アイゲウス）